# Psilachnum
Psilachnum is een geslacht van schimmels behorend tot de familie Pezizellaceae. De typesoort is Psilachnum lateritioalbum.

## Geslachten
Volgens Index Fungorum telt het geslacht 34 soorten (peildatum februari 2022):
| Soortnaam                                              | Auteur(s)                          | Publicatiejaar |
| ------------------------------------------------------ | ---------------------------------- | -------------- |
| Psilachnum acutum (Witbolfranjekelkje)                 | (Velen.) Raitv.                    | 1968           |
| Psilachnum alpestre                                    | E. Müll.                           | 1968           |
| Psilachnum asemum (Broekfranjekelkje)                  | (W. Phillips) Dennis               | 1963           |
| Psilachnum auranticolor                                | Graddon                            | 1977           |
| Psilachnum cassandrae                                  | (Kanouse) Shoemaker, Egger & Kokko | 1980           |
| Psilachnum chrysostigmum (Berijpt varenschoteltje)     | (Fr.) Raitv.                       | 1970           |
| Psilachnum cotoneastri                                 | (Velen.) Svrček                    | 1992           |
| Psilachnum crinellum                                   | (Ellis & Everh.) Dennis            | 1963           |
| Psilachnum equisetinum                                 | (Quél.) Svrček                     | 1985           |
| Psilachnum graminum                                    | (Velen.) Svrček                    | 1985           |
| Psilachnum granulosellum                               | Höhn.                              | 1926           |
| Psilachnum hainanense                                  | W.Y. Zhuang                        | 2002           |
| Psilachnum inquilinum (Paardenstaartfranjekelkje)      | (P. Karst.) Dennis                 | 1962           |
| Psilachnum laeve                                       | (Velen.) Svrček                    | 1992           |
| Psilachnum lanceolatoparaphysatum (Lancetfranjekelkje) | (Rehm) Höhn.                       | 1926           |
| Psilachnum lateritioalbum (Zeggefranjekelkje)          | (P. Karst.) Höhn.                  | 1926           |
| Psilachnum lupini                                      | Svrček ex Raitv.                   | 2004           |
| Psilachnum martiale                                    | (Velen.) Svrček                    | 1985           |
| Psilachnum micaceum                                    | (Pers.) Dennis                     | 1964           |
| Psilachnum microallantosporum                          | Korf & W.Y. Zhuang                 | 1985           |
| Psilachnum miniatum                                    | (Kanouse) Baral                    | 2020           |
| Psilachnum occultum                                    | (Ces.) Raitv.                      | 2004           |
| Psilachnum opuntiae                                    | R. Galán & Raitv.                  | 1999           |
| Psilachnum phymatodes                                  | (W. Phillips) Declercq             | 2001           |
| Psilachnum phymatodes                                  | (W. Phillips) Declercq             | 2005           |
| Psilachnum pteridigenum                                | Graddon                            | 1977           |
| Psilachnum rubicundum                                  | (Sacc. & Speg.) Baral              | 2020           |
| Psilachnum rubrotinctum (Moerasspireafranjekelkje)     | Graddon                            | 1974           |
| Psilachnum schoenoplecti                               | (Raitv. & P. Blank) Baral          | 2020           |
| Psilachnum staphyleae                                  | J.G. Han, M.J. Park & H.D. Shin    | 2009           |
| Psilachnum striatum                                    | Graddon                            | 1990           |
| Psilachnum tami                                        | (Lamy) Dennis                      | 1963           |
| Psilachnum thelypteridis                               | Svrček                             | 1977           |
| Psilachnum woodwardiae                                 | M.P. Sharma                        | 1988           |